# اچ‌ام‌سی‌اس تورنتو (اف‌اف‌اچ ۳۳۳)
اچ‌ام‌سی‌اس تورنتو (اف‌اف‌اچ ۳۳۳) (به انگلیسی: HMCS Toronto (FFH 333)) یک کشتی است که طول آن 134.2 m می‌باشد. این کشتی در سال ۱۹۹۰ ساخته شد.